# Gmina Österåker
Gmina Österåker (szw. Österåkers kommun) – gmina w Szwecji, w regionie Sztokholm, z siedzibą w Åkersberga.
Pod względem zaludnienia Österåker jest 62. gminą w Szwecji. Zamieszkuje ją 36 867 osób, z czego 49,66% to kobiety (18 308) i 50,34% to mężczyźni (18 559). W gminie zameldowanych jest 1839 cudzoziemców. Na każdy kilometr kwadratowy przypada 118,64 mieszkańca. Pod względem wielkości gmina zajmuje 228. miejsce.